# Godfried I van Gâtinais
Godfried I van Gâtinais (-992/997) was graaf van Gâtinais (Gauzfridi comitis Wastinensis), ook nog graaf van Château-Landon genoemd (Gosfredi, comitis Landonensi castri). Hij was een van de eerste graven in deze regio, aan het einde van de 10e eeuw. Zijn voorgangers waren burggraven van Orléans.
Over zijn familiale situatie zijn er verschillende visies. Hij was alleszins rond 975 gehuwd met Beatrijs van Mâcon, dochter van graaf Alberik II van Mâcon. Hun zoon Alberik was de volgende graaf van Gâtinais.